# شيلي لونج
شيلي لي لونج (بالإنجليزية: Shelley Long)‏ (ولدت 23 أغسطس 1949) ممثلة أمريكية سينمائية وتلفزيونية حائزة على جائزة غولدن غلوب وجائزة إيمي عن التمثيل.

## بداية حياتها
ولدت شيلي في مدينة فورت وين من ولاية انديانا في الولايات المتحدة الأمريكية وكانت والدتها «ايفاندين» تعمل كمدرسة كما أن أبوها «ليلاند» عمل في مجال التدريس بعد ما كان عامل في صنع المطاط. بعد حصولها على شهادة الثانوية، التحقت لونج بالجامعة ودرست الدراما الا انها قطعت مشوارها التعليمي لتعمل في التمثيل وعرض الازياء.

## حياتها الشخصية
في عام 1979 التقت مع السمسار «بروس تايسون» والذي تزوجته لاحقا في عام 1981 ويذكر ان هذه الزيجة تعد الثانية في حياة «شيلي»، واستمر زواجها بـ «بروس» مدة 23 سنة انتهت بعدها بالطلاق ويذكر انها رزقت بمولودة انثى «جوليانا» ولم ترزق بعدها بأي ذرية، وبعد حادثة الانفصال، تم ادخال «شيلي» المستشفى ويذكر تقرير المستشفى ان «شيلي» حاولت الانتحار إلا أنها تنعت الحادثة انها «تناول عقاقير عن طريق الخطأ».

## حياتها المهنية

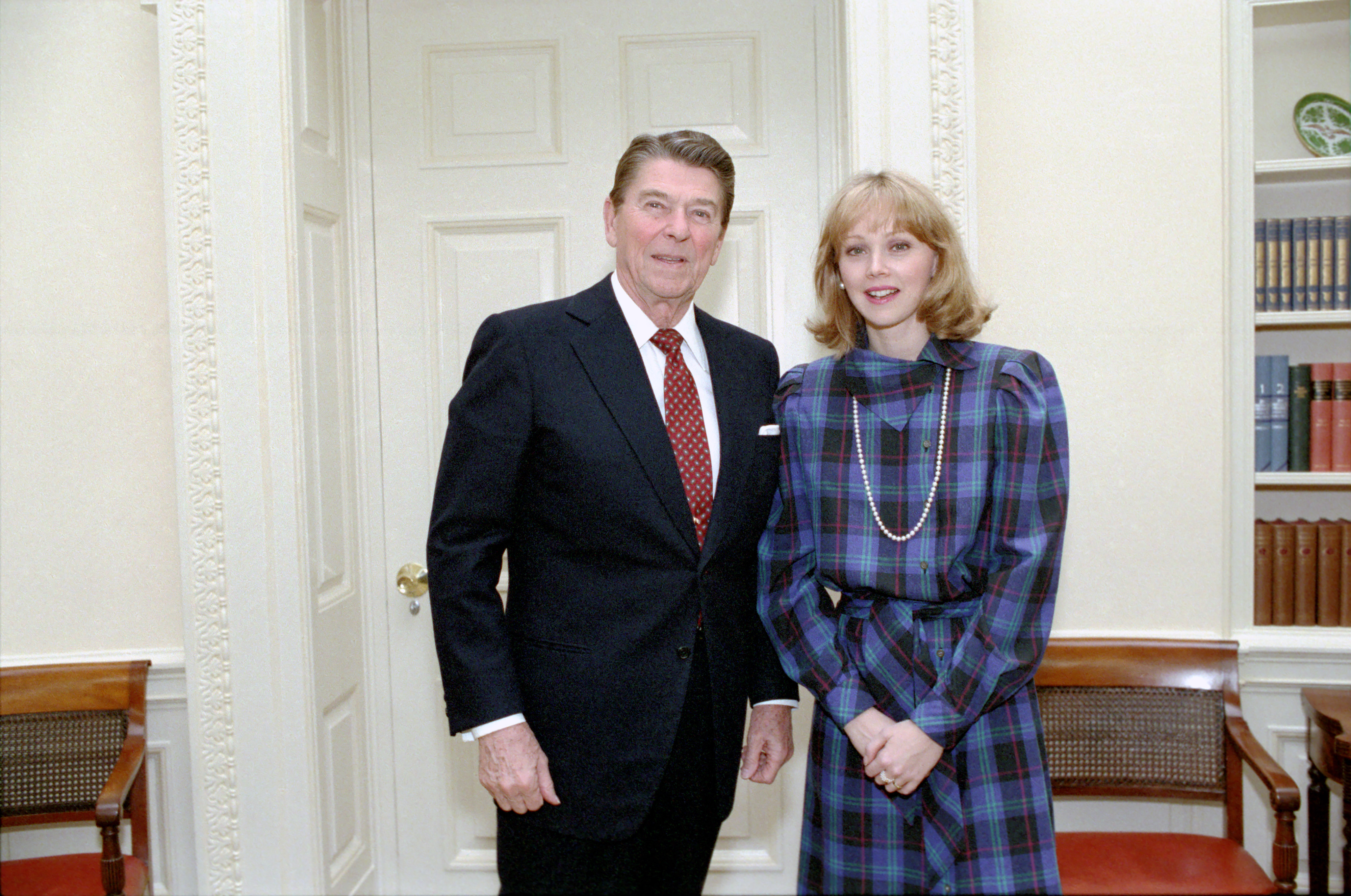
رونالد ريغان مع شيلي لونج

عملت «شيلي» في شتى الأعمال التلفزيونية والسينمائية فقد عملت مع الممثل «رينجو ستار» في فيلم "Caveman" وعملت مع الممثل «توم كروز» في فيلم "Loosing it".
لعل العمل الوحيد الذي جعل من اسم «شيلي لونج» اسما لامعا في الولايات المتحدة في مجال السينما والتلفزيون هو عملاها البطولي جنبا إلى جنب مع الممثل «تيد دانسون» في العمل التلفزيوني الناجح "Cheers". وتجدر الإشارة ان العمل التلفزيوني انف الذكر لم يلق إقبالا جماهيريا في بداية عرضه الا انه اسس قاعدة شعبية عريضة لاحقا وأصبح من أهم العروض التلفزيونية مما أثرى بشعبية الممثلة «لونج» وأصبحت من الممثلات المطلوبات في مجال التلفزيون والسينما.
وبعد الموسم الخامس من عرض البرنامج التلفزيوني "Cheers"، قررت الممثلة «لونج» الانسحاب من فريق عمل البرنامج في بادرة غير متوقعة، وقد وصف المراقبون البادرة على انها انتحار مهني نظرا لشعبية البرنامج والنجاح الباهر الذي حققه العمل، وبادر المنتجون بالعروض المغرية لثني «لونج» عن قرارها بالانسحاب وعرضوا عليها مبلغ 400000 دولار للاستمرار الا انها رفضت وبررت قرارها هذا بعدم انسجامها مع ابطال المسلسل.
في الأعوام 1992 و 1993 شاركت ببعض الأعمال السينمائية إلا أن تلك الأعمال لم تدر عائدا تجاريا يذكر وفي عام 1993 عادت لتشارك في الحلقة الختامية من المسسل التلفزيوني الشهير "Cheers" بعد عرض طويل استمر 11 موسما.

## وصلات خارجية
- شيلي لونج على موقع IMDb (الإنجليزية)
- شيلي لونج على موقع روتن توميتوز (الإنجليزية)
- شيلي لونج على موقع ألو سيني (الفرنسية)
- شيلي لونج على موقع تيرنر كلاسيك موفيز (الإنجليزية)
- شيلي لونج على موقع أول موفي (الإنجليزية)
- شيلي لونج على موقع قاعدة بيانات الأفلام السويدية (السويدية)
- شيلي لونج على موقع إن إن دي بي (الإنجليزية)
- شيلي لونج على موقع ديسكوغز (الإنجليزية)
- شيلي لونج على موقع قاعدة بيانات الفيلم (الإنجليزية)
- شيلي لونج على موقع كينوبويسك (الروسية)